# 太陽が生まれる場所
「太陽が生まれる場所」（たいようがうまれるばしょ）は、吉岡亜衣加の10枚目のシングル。2012年3月21日にティームエンタテインメントから発売された。

## 概要
表題曲「太陽が生まれる場所」及びカップリング曲「決戦ノ刻」「祈り結び」は、PSPゲーム『薄桜鬼〜幕末無双録〜』のエンディングテーマ・挿入歌として使用された。

また、ボーナストラックとして2011年5月に行われた『TEAM Entertainment Live Act 2011』より「十六夜涙」LIVEバージョンが収録される。
当初は2012年2月22日に発売予定であったが、諸般の事情により発売が延期された。

## 収録曲
1. 太陽が生まれる場所
作詞：上園彩結音、作曲：上野義雄、編曲：安瀬聖
  - PSP用ゲーム『薄桜鬼〜幕末無双録〜』エンディングテーマ
2. 決戦ノ刻
作詞：磯谷佳枝、作曲：小野貴光、編曲：小野貴光
  - PSP用ゲーム『薄桜鬼〜幕末無双録〜』挿入歌
3. 祈り結び
作詞：磯谷佳枝、作曲：小野貴光、編曲：戸田章世
  - PSP用ゲーム『薄桜鬼〜幕末無双録〜』挿入歌
4. 太陽が生まれる場所（instrumental）
5. 決戦ノ刻（instrumental）
6. 祈り結び（instrumental）
7. 十六夜涙　（LIVE ver.）
作詞：Yumiyo、作曲：谷本貴義、編曲：太田美知彦

DVD（初回限定盤のみ）
1. 太陽が生まれる場所（ミュージッククリップフルver.）